# تعبير الرؤيا (كتاب)
أونيروكريتيكا أو تعبير الرؤيا (بالإنجليزية: Oneirocritica)‏ و(باليونانية: Ονειροκριτικά)‏ هي أطروحة يونانية قديمة حول تعبير الرؤيا كتبها أرطميدورس الإفسي في القرن الثاني الميلادي، وهي أول عمل يوناني موجود حول هذا الموضوع، يتألف من خمسة كتب. وكانت الأجزاء الثلاثة الأولى مخصصة للجمهور العام، حيث تتضمن معالجة شاملة لموضوع الأحلام، بينما كتب الجزآن الأخيران للاستخدام الخاص لابن الكاتب، وهو مبتدئ في تفسير الأحلام. وقد نقش أرطميدورس اسمه على الكتاب "أرطميدورس الإفسي من دالديس"، على الرغم من أنه ولد في إفسس، ليحتفل بمكان ولادة والدته في ليديا والذي كان مجهولًا.
يقترح أرطميدورس أن الأحلام فريدة لكل فرد، وأن حياة الشخص اليقظة ستؤثر على الرموز في أحلامه. ويظهر أنه يدرك قدرة العقل الحالم على استخدام الاستعارات في رسائله.
ميشيل فوكو، الذي يناقش أونيروكريتيكا في "هوس الذات"، الجزء الثالث من سلسلته "تاريخ الجنسانية" (1976-1984)، يصف النص كدليل عملي وتجريبي. ووفقًا لفوكو، يكشف العمل عن أنماط ثقافية بارزة تتعلق بـ"التجربة الأخلاقية للمحرضات الجنسية".

## الكتب
تقسم الكتب الثلاثة الأولى الأحلام إلى مجموعات رئيسية. يخصص الكتاب الأول لتشريح ونشاط الجسم البشري: 82 قسمًا يفسر ظهور المواضيع مثل حجم الرأس والأكل والنشاط الجنسي في الأحلام. على سبيل المثال، يذكر القسم 52، بشأن نشاط واحد للجسم: "جميع الأدوات التي تقطع وتقسم الأشياء إلى نصفين تدل على الخلافات والفصائل والإصابات... وتشير الأدوات التي تسطح السطوح إلى نهاية العداوات".
يتناول الكتاب الثاني الأشياء والأحداث في العالم الطبيعي، مثل الطقس والحيوانات والآلهة والطيران. ويشمل القسم المتعلق بالحيوانات الثدييات (المنزلية والبرية) والكائنات البحرية والزواحف وتلك التي تطير. وهكذا، في الفصل 12 نجد: "هناك تشابه بين جميع الحيوانات البرية وأعدائنا. يدل الذئب على عدو عنيف... أما الثعلب فيشير إلى أن العدو لن يهاجم علناً ولكنه سيخطط بمكر." أما الكتاب الثالث هو منوع.
ينتقل أرطميدورس من محتوى الأحلام إلى منهجية تعبير الرؤيا في الكتاب الرابع، الذي يوجهه إلى ابنه. ويقول أن المترجم يحتاج إلى معرفة خلفية الحالم، مثل مهنته وصحته ووضعه وعاداته وعمره. يجب مراعاة مدى ممكنية محتوى الحلم، والتي لا يمكن القيام بها دون الرجوع إلى الحالم. يجب على المترجم معرفة كيف يشعر الموضوع بكل جزء من الحلم. وفي الكتاب الخامس، يقدم أرتيميدوروس 95 حلمًا آخر جمعها، ليستخدمها ابنه كمادة تدريبية.
يؤكد أرطميدورس على الطبيعة التجريبية لأبحاثه، "لم أعتمد على أي نظرية بسيطة للاحتمالات ولكن بالأحرى على الخبرة وشهادة الإنجازات الفعلية للأحلام." أخذته أبحاثه إلى مدن في اليونان وإيطاليا وجزرها الكبيرة وآسيا الصغرى. ويشير إلى أنه راجع جميع المؤلفات المتوفرة حول الأحلام، وأنه قضى سنوات في التشاور مع المترجمين الشفويين.

## طبعات وترجمات
- النسخة النهائية من النص اليوناني هي التي أعدَّها روجر باك، وهي بعنوان "أرطميدورس دالدياني أونيروكريتيكا من خمسة أجزاء" (مكتبة توبنر [الإنجليزية]، 1963).
- ظهرت نسخة عربية في العصور الوسطى للكتب الثلاثة الأولى (أي الكتب "العامة") في عام 877 ميلادي على يد حنين بن إسحاق، ونشرها توفيق فهد بالترجمة الفرنسية في عام 1964 تحت عنوان "كتاب الأحلام لأرطميدورس الإفسي".
- أحدث ترجمة باللغة الإنجليزية بقلم دانيال إي هاريس ماكوي (مطبعة جامعة أكسفورد، 2012).
- أحدث ترجمة إيطالية كتبها داريو ديل كورنو، كتاب الأحلام (1974).
- أحدث ترجمة فرنسية لكتاب أونيروكريتيكا هي التي نفذها أ.ج. فيستوجيير وتحمل عنوان "مفتاح الأحلام"، وقد نُشرت عام 1975.
- جمع داريو ديل كورنو "شذرات" من كتابات الأدباء الإغريق والرومان في مجال تعبير الرؤيا، وذلك في كتابه بعنوان "الشذرات من كتابات الأدباء الإغريق والرومان في مجال تعبير الرؤيا"، الذي نشر في عام 1969، ويتضمن تعليقات باللغة الإيطالية. وبما أن العديد من هذه الشذرات محفوظة من قبل أرطميدورس، فإن عمل ديل كورنو يشكل أيضًا تعليقًا جزئيًا على كتاب أونيروكريتيكا لأرطميدورس.
- هناك أيضًا ترجمة هولندية لكتاب أونيروكريتيكا، والتي قامت بها سيمون مويج-فالك وتحمل عنوان "كتاب الأحلام"، وقد نُشرت في عام 2003.
- هناك ترجمة إنجليزية وتعليقات لكتاب أونيروكريتيكا، أعدها روبرت جيه وايت وتحمل عنوان "أونيروكريتيكا"، والتي نُشرت عام 1975 عن طريق دار دراسات نويز الكلاسيكية.